# Сеймур Мардалієв
Сеймур Гурбан оглу Мардалієв (азерб. Seymur Qurban oğlu Mərdəliyev; 28 червня 1979, Баку) — азербайджанський дипломат. Надзвичайний і Повноважний Посол Азербайджану в Україні (з 2023).

## Життєпис
Народився 28 червня 1979 року в місті Баку. У 2000 році закінчив Бакинський державний університет, бакалавр з факультету міжнародних відносин та міжнародного права; У 2002 — Бакинський державний університет, магістр з факультету міжнародних відносин та міжнародного права. Володіє англійською, французькою та турецькою мовами.
У 1998—2000 рр. — Бібліотекар в Американському університеті в Баку
У 2000—2001 рр. — Референт Управління багатосторонніх гуманітарних проблем Міністерства закордонних справ Азербайджанської Республіки
У 2001—2004 рр. — Аташе Управління прав людини, демократизації та гуманітарних проблем Міністерства закордонних справ Азербайджанської Республіки
У 2004—2007 рр. — Аташе, третій та другий секретар Постійного представництва Азербайджанської Республіки при Відділенні ООН та інших міжнародних організацій у Женеві
У 2008—2009 рр. — Другий та перший секретар Управління прав людини, демократизації та гуманітарних проблем Міністерства закордонних справ Азербайджанської Республіки
У 2009—2013 рр. — Перший секретар та радник Посольства Азербайджанської Республіки у Швейцарській Конфедерації
У 2013—2014 рр. — Завідувач відділом Управління прав людини, демократизації та гуманітарних проблем Міністерства закордонних справ Азербайджанської Республіки
У 2014—2017 рр. — Заступник начальника Управління прав людини, демократизації та гуманітарних проблем Міністерства закордонних справ Азербайджану.
У 2017—2019 рр. — Радник Постійного представництва Азербайджанської Республіки при Відділенні ООН та інших міжнародних організацій у Женеві
У 2019—2023 рр. — працював на посаді заступника постійного представника Азербайджанської Республіки при відділенні ООН у Женеві та інших міжнародних організаціях.
23 травня 2023 року — призначений Надзвичайним і Повноважним Послом Азербайджану в Україні.
9 червня 2023 року — вручив копії вірчих грамот заступнику міністра закордонних справ України Євгену Перебийнісу.
21 червня 2023 року — вручив вірчі грамоти Президенту України Володимиру Зеленському.

## Нагороди та відзнаки
- Медаль «За відзнаку на державній службі» (2017).